# 1918 en Suisse
Chronologie de la Suisse
- 1914
- 1915
- 1916
- 1917
- 1918
- 1919
- 1920
- 1921
- 1922

Chronologie de la Suisse
1917 en Suisse - 1918 en Suisse - 1919 en Suisse

## Gouvernement au1erjanvier 1918
- Conseil fédéral[1]:
  - Felix-Louis Calonder PRD, président de la Confédération
  - Gustave Ador PLS, vice-président de la Confédération
  - Giuseppe Motta PDC
  - Edmund Schulthess PRD
  - Robert Haab PRD
  - Eduard Müller PRD
  - Camille Decoppet PRD

## Évènements

### Janvier
Mercredi 9 janvier 
- Mise en service de la ligne ferroviaire à voie étroite Soleure-Niederbipp (BE).

### Février
Lundi 4 février 
- Création du Comité d'Olten, émanation des syndicats et du Parti socialiste.

 Dimanche 10 février 
- En prévision d’une nouvelle attaque allemande sur le front de l’ouest, le Conseil fédéral ordonne une levée des troupes.

### Mars
Lundi 4 mars 
- Fondation à Genève de la Société de l’orchestre romand.

### Avril
Lundi 1er avril 
- Fondation de la Caisse nationale suisse d’assurance en cas d'accident (CNA, en allemand SUVA).

 Mercredi 3 avril 
- L’augmentation du prix du lait suscite de vives réactions du Comité d'Olten.

### Mai
Mercredi 1er mai 
- Promulgation d’un arrêté fédéral interdisant le territoire suisse aux déserteurs et réfractaires.

 Dimanche 19 mai 
- Décès à Genève, à l’âge de 65 ans, du peintre Ferdinand Hodler.

 Mercredi 22 mai 
- Conclusion d’un accord entre le Reich allemand et la Suisse sur la livraison de charbon contre des produits alimentaires.

### Juin
Dimanche 2 juin 
- Votations fédérales. Le peuple rejette, par 325 814 non (54,1 %) contre 276 735 oui (45,9 %), l’Initiative populaire « Introduction de l'impôt fédéral direct ».

 Mardi 4 juin 
- Décès à Lausanne, à l’âge de 57 ans, du professeur François Guex, ancien rédacteur en chef de l'Educateur.

 Lundi 17 juin 
- Des ouvrières manifestent contre la faim à Zurich.
- Ouverture de l’Office suisse du tourisme à Zurich.

 Samedi 29 juin 
- Décès à Versoix (GE), à l’âge de 69 ans, de l’ancien conseiller fédéral Adrien Lachenal (PRD, GE).

### Juillet
Mardi 2 juillet 
- Une première vague de grippe espagnole frappe la Suisse. Les premières victimes seront déplorées quatre jours plus tard (Article détaillé : Grippe espagnole de 1918-1919 en Suisse).

 Jeudi 4 juillet 
- Fondation de la Fédération des sociétés suisses d'employés (FSE).

 Mercredi 10 juillet 
- Les baraquements commandés par les États-Unis et devaient être expédiés en France ont été réquisitionnés par les autorités fédérales qui se proposent d'y installer les soldats atteints de la grippe espagnole.

 Mardi 16 juillet 
- Premier vol du chasseur monoplace Häfeli DH-4 construit par les Ateliers fédéraux de Thoune (BE).

 Samedi 20 juillet 
- Le canton de Bâle rend obligatoire la déclaration de la grippe espagnole.

 Mardi 23 juillet 
- Promulgation d’un arrêté du Département de justice et police du canton de Genève interdisant toutes assemblées, réunions, fêtes, représentations de cinématographes, spectacles, concerts, cultes et bals jusqu'à nouvel avis.

### Août
Dimanche 18 août 
- Décès à Coire (GR), à l’âge de 96 ans, du savant et alpiniste Johann Wilhelm Fortunat Coaz.

 Samedi 31 août 
- Assemblée générale extraordinaire de l’Association du personnel bancaire de Zurich. Les participants demandent un salaire minimum de 225 francs à partir de l’âge de 20 ans et une augmentation de salaire de 30 % à partir du 1er octobre.

### Septembre
Vendredi 27 septembre 
- Mise en circulation du nouveau billet de 100 francs, à l’effigie de Guillaume Tell.

 Samedi 28 septembre 
- Première, au théâtre municipal de Lausanne, de L'Histoire du soldat, ballet d'Igor Stravinsky sur un texte de Charles Ferdinand Ramuz.

 Lundi 30 septembre 
- Grève du personnel bancaire dans le canton de Zurich.

### Octobre
Dimanche 13 octobre 
- Votations fédérales. Le peuple approuve, par 299 550 oui (66,8 %) contre 149 035 non (33,2 %), l’Initiative populaire « Élection proportionnelle du Conseil national ».

 Jeudi 24 octobre 
- Décès à Küsnacht (ZH), à l’âge de 68 ans, de l’hôtelier César Ritz.

 Mardi 29 octobre 
- Le Conseil fédéral introduit un contrôle sur les prix des loyers.

### Novembre
Mercredi 6 novembre 
- En raison des tensions sociales et par peur d'une révolution de type bolchévique, le Conseil fédéral ordonne à certaines unités de l'armée de se tenir prêtes à défendre Zurich.

 Vendredi 8 novembre 
- Le Conseil fédéral ordonne l'expulsion de la mission soviétique, soupçonnée d'activités subversives contre les intérêts de la Suisse.

Dimanche 10 novembre
- Élections dans le canton de Genève. Le Parti libéral, allié au Parti indépendant chrétien-social et aux Jeunes Radicaux, remportent l'élection du Conseil d'État et renverse la majorité détenue jusque-là par le Parti radical-démocratique.

 Lundi 11 novembre 
- Début d’une grève générale illimitée pour réclamer de meilleures conditions de vie, un abaissement du temps de travail et un minimum de couverture sociale.

 Jeudi 14 novembre 
- La troupe tire sur la foule qui tente d’empêcher le départ d’un train à Granges (SO). Trois personnes sont tuées.

 Vendredi 15 novembre 
- Reprise générale du travail.

 Mercredi 20 novembre 
- Promulgation d’un arrêté fédéral permettant l'allocation de subsides pour les frais causés aux cantons et aux communes par les mesures extraordinaires nécessitées par l'épidémie de grippe.

 Dimanche 24 novembre 
- 12 000 personnes manifestent à Vindonissa (AG) en réaction à la grève générale.

### Décembre
Lundi 9 décembre 
- Décès à Zurich, à l’âge de 55 ans, d’Anna Heer, l'une des premières femmes médecins suisses.

 Mercredi 11 décembre 
- Conclusion de la Convention de Berne, un contrat collectif de travail pour les employés du secteur privé.

 Vendredi 27 décembre 
- Le Musée du Vieux-Lausanne ouvre ses portes au public.